# Nozomi Tanaka
Nozomi Tanaka (japanisch 田中 希実 Tanaka Nozomi; * 4. September 1999 in Ono) ist eine japanische Leichtathletin, die im Mittel- und Langstreckenlauf an den Start geht. Sie ist momentane Inhaberin der Landesrekorde über 1500 und 3000 Meter und wurde 2023 Asienmeisterin im 1500-Meter-Lauf.

## Sportliche Laufbahn
International trat Nozomi Tanaka bei den U20-Weltmeisterschaften 2016 in Bydgoszcz in Erscheinung, bei denen sie in 9:01,16 min den achten Platz im 3000-Meter-Lauf belegte. Im Jahr darauf wurde sie bei den Asienmeisterschaften in Bhubaneswar in 4:20,43 min Vierte im 1500-Meter-Lauf. 2018 siegte sie dann in 9:04,36 min bei den Juniorenasienmeisterschaften in Gifu und anschließend in 8:54,01 min auch bei den U20-Weltmeisterschaften in Tampere. Im September wurde sie beim Continental-Cup in Ostrava Sechste. Im Jahr darauf wurde sie bei den Crosslauf-Weltmeisterschaften 2019 in Aarhus in 39:27 min 39. und belegte bei den Asienmeisterschaften in Doha in 15:44,59 min den fünften Rang im 5000-Meter-Lauf. Sie qualifizierte sich über diese Distanz auch für die Weltmeisterschaften ebendort und belegte dort in 15:00,01 min im Finale den 14. Platz. 2020 siegte sie in 2:06,72 min im 800-Meter-Lauf beim Michitaka Kinami Memorial Athletics Meet und im Jahr darauf siegte sie in 4:09,10 min über 1500 m bei Ready Steady Tokyo - Athletics sowie in 4:10,06 min beim Michitaka Kinami Memorial Athletics Meet und mit 4:09,06 min beim Denka Athletics Challenge Cup. Anschließend erzielte sie bei den Olympischen Sommerspielen in Tokio im Vorlauf über 5000 m mit 14:59,93 min eine persönliche Bestzeit und verpasste knapp den Einzug in das Finale. Über 1500 m lief sie im Halbfinale mit 3:59,10 min einen neuen Landesrekord und erreichte das Finale, wo mit 3:59,95 min den achten Platz belegte.
2022 startete sie über 1500 Meter bei den Hallenweltmeisterschaften in Belgrad und kam dort trotz neuem Landesrekord von 4:12,31 min nicht über den Vorlauf hinaus. Anfang Mai siegte sie in 2:03,10 min über 800 Meter beim Shizuoka International Athletics Meet und anschließend schied sie bei den Weltmeisterschaften in Eugene mit 2:03,56 min in der ersten Runde über diese Distanz aus. Über 1500 Meter schied sie mit 4:05,79 min im Halbfinale aus und über 5000 Meter klassierte sie sich mit 15:19,35 min im Finale auf dem zwölften Platz. Anschließend siegte sie in 8:41,93 min über 3000 Meter beim 58. Palio Città della Quercia. Bei den Crosslauf-Weltmeisterschaften 2023 in Bathurst wurde sie nach 35:08 min 14. im Einzelrennen. Im Juli siegte sie dann bei den Asienmeisterschaften in Bangkok mit neuem Meisterschaftsrekord von 4:06,75 min über 1500 Meter. Daraufhin schied sie bei den Weltmeisterschaften in Budapest mit 4:06,71 min im Halbfinale über 1500 Meter aus und über 5000 Meter belegte sie in 14:58,99 min den achten Platz. Kurz darauf wurde sie beim Memorial Van Damme in 14:29,18 min Dritte über 5000 Meter und stellte damit einen neuen Landesrekord auf. 2024 verbesserte sie den japanischen Hallenrekord über 1500 Meter in Boston auf 4:08,46 min und im März belegte sie bei den Hallenweltmeisterschaften in Glasgow mit neuem Asienrekord von 8:36,03 min den achten Platz über 3000 Meter. Kurz darauf belegte sie bei den Crosslauf-Weltmeisterschaften in Belgrad in 23:18 min den siebten Platz in der Mixed-Staffel. Im Juli wurde sie beim Herculis in 14:40,86 min Dritte über 5000 Meter und im August verpasste sie bei den Olympischen Sommerspielen in Paris mit 15:00,62 min den Finaleinzug. Zudem schied sie über 1500 Meter mit 3:59,70 min im Halbfinale aus.
2025 startete sie über 3000 Meter bei den Hallenweltmeisterschaften in Nanjing und gelangte dort mit 8:47,93 min auf Rang zehn.
In den Jahren von 2020 bis 2024 wurde Tanaka japanische Meisterin im 1500-Meter-Lauf sowie 2020 und von 2022 bis 2024 auch über 5000 Meter.

## Persönliche Bestleistungen
- 800 Meter: 2:02,36 min, 20. September 2021 in Yokohama
- 1000 Meter: 2:37,33 min, 22. Juni 2022 in Fukagawa (japanischer Rekord)
  - 1000 Meter (Halle): 2:39,06 min, 31. Januar 2025 in Boston (Asienrekord)
- 1500 Meter: 3:59,19 min, 4. August 2021 in Tokio (japanischer Rekord)
  - 1500 Meter (Halle): 4:08,46 min, 4. Februar 2024 in Boston (japanischer Rekord)
- Meile: 4:32,73 min, 22. April 2023 in Tokio
  - Meile (Halle): 4:28,54 min, 2. Februar 2025 in Boston (japanischer Rekord)
- 2000 Meter: 5:53,47 min, 9. September 2017 in Angers
- 3000 Meter: 8:34,09 min, 30. Mai 2024 in Oslo (japanischer Rekord)
  - 3000 Meter (Halle): 8:33,52 min, 8. Februar 2025 in New York City (Asienrekord)
  - 2 Meilen (Halle): 9:16,76 min, 11. Februar 2024 in New York City (Asienbestleistung)
- 5000 Meter: 14:29,18 min, 8. September 2023 in Brüssel (japanischer Rekord)
  - 5000 Meter (Halle): 14:51,26 min, 15. Februar 2025 in Boston (Asienrekord)
- 10.000 Meter: 31:59,89 min, 17. Januar 2021 in Kyōto
- 5-km-Straßenlauf: 15:25 min, 1. Dezember 2024 in Kumamoto (japanischer Rekord)